# Атрибуция произведения
Атрибуция (лат. attributio, от at-tributum — приданое, присовокуплённое, наделённое, предназначенное) — в филологии — определение подлинности или подложности рукописного текста и установление его автора. Атрибуция в искусствоведении — определение места и времени создания художественного произведения, принадлежности его конкретному историческому периоду (датировка), художественному направлению, течению, стилю (стилевая атрибуция), школе, создавшему его мастеру (установление авторства). Атрибутирование может производиться устно или письменно, в формах аннотации, исторической справки, биобиблиографического поиска.
Атрибуцией произведения церковного канонического искусства, например иконы или росписи храма, является обоснование принадлежности письма к определённой школе или мастерской. Датировка и имя мастера важны, но не имеют того решающего значения, которое придаётся авторству произведения станкового искусства, поскольку церковное искусство не персонифицируется и каждое повторение (список) считается оригиналом, перенимающим все чудотворные свойства протографа.
Атрибуция в музееведении — описание экспоната по ряду признаков, к числу которых принадлежат: название, назначение, форма, конструкция, материал, размеры, техника изготовления, авторство. Музейная атрибуция оформляется в формах карточки хранения, аннотации экспоната, музейного или выставочного каталога.

## Методы атрибуции в искусствоведении
- Знаточеская атрибуция. Основывается на доскональном знании множества произведений, особенностей почерка, конкретного мастера, его техники, используемых материалов. Знаточеский метод предполагает «вживание в мироощущение автора» произведения, мгновенное схватывание сути, интуитивную догадку. Первое впечатление, как правило, самое сильное и верное. Оно редко подводит знатока. Далее оно только уточняется, проверяется либо отвергается другими методами[4][5][6][7].
- Технико-технологическая экспертиза предполагает физико-химический анализ материалов (холста и красочного слоя в живописи, состава графических материалов, свойств и времени изготовления бумаги), анализ процесса старения (кракелюры и потемнение покрывного лака в живописи, изменения цвета акварели и так далее). В такой экспертизе используют фотоувеличение, рентгеновский анализ, компьютерную томографию. Результатом являются многие неожиданные открытия[8].
- Искусствоведческий анализ включает множество способов и приёмов: соотнесение произведения с историческим контекстом, изучение специальной литературы, использование косвенных данных и материалов по изучению схожих произведений автора, его школы, учеников и последователей. Искусствовед анализирует композиционные и колористические особенности манеры автора, его технику (характер мазка в живописи или штриха в рисунке). Отдельное значение имеют описания художников собственного творчества и произведений своих коллег. Среди подобных текстологических источников есть подлинные шедевры[9][10].
- Историко-архивные и библиографические изыскания. Работа в архивах, изучение документов, составление исторических справок позволяет уточнить датировки и обстоятельства создания того или иного произведения искусства. Важное значение имеет работа библиографа — составление списков литературы по теме искусствоведческих исследований.
- Графологические исследования подписи автора позволяют во многих случаях отличить подлинную подпись художника от подделки.
- Историко-предметный метод, основанный на сведенияx из истории материальной культуры (об одежде, орденах, геральдике, предметах интерьера и т. п.) в совокупности с данными биографического и исторического характера. Наиболее востребован при экспертизе портретной живописи[11].

## Направления атрибуции в филологии
Атрибуцией текста называют как исследование по определению его авторства, так и результат этого исследования. Проблема установления авторства в литературе связана с существованием анонимных и псевдонимных текстов и представляет собой одну из древнейших филологических задач, входящих в область текстологии. В последние десятилетия в задачах атрибуции применяются математические методы, предпринимаются попытки автоматизировать эксперимент по определению авторства.
Атрибуции подвергаются:
- литературные произведения (в филологии и искусствоведении — определение авторства; в музееведении — описание произведения искусства как предмета хранения);
- предметы материального быта (в музееведении);
- изображения материальных бытовых предметов (в музееведении).

Атрибуция произведения искусства (текста в семиотическом понимании этого термина, то есть любого связанного набора знаков, в том числе фильма, картины, аудио-произведения, письма) ставит задачу нахождения следующих данных:
- авторство этого произведения;
- место и время создания произведения;
- обнародование (публикация) произведения;
- провенанс — история владения произведением.

В СПбГУ под руководством М. А. Марусенко выполняются исследования, основанные на идеях теории распознавания образов. В лаборатории общей и компьютерной лексикологии и лексикографии МГУ разработана методика атрибуции, основанная на представлении элементов текста как реализации цепи Маркова. Методы иерархического кластерного анализа применяются для атрибуции в исследованиях, выполненных в ПетрГУ под руководством В. Н. Захарова.